# Liste der denkmalgeschützten Objekte in Hannersdorf
Die Liste der denkmalgeschützten Objekte in Hannersdorf enthält die 6 denkmalgeschützten, unbeweglichen Objekte der burgenländischen Gemeinde Hannersdorf.

## Denkmäler
| Foto |                 | Denkmal                                                                                                   | Standort                                    | Beschreibung | Metadaten |
| ---- | --------------- | --- | ------------------------------------------- | --- | --- |
| ja   | Datei hochladen | Kath. Filialkirche hl. Andreas HERIS-ID: 12025 Objekt-ID: 8158                                            | neben Burg 42 Standort KG: Burg             | Die einschiffige Kirche auf dem Burghügel ist ein im Kern mittelalterlicher Bau mit gotischem, nicht eingezogenem Chor. Die Verlängerung des Schiffes und der Neubau des Westturmes erfolgten im Jahr 1834. Altar, Kanzel und Orgelgehäuse sind neugotisch. | BDA-Hist.: Q38120026 Status: § 2a Stand der BDA-Liste: 2025-06-30 Name: Kath. Filialkirche hl. Andreas GstNr.: 1, 2 Saint Andrew Church (Burg)                                  |
| ja   | Datei hochladen | Aufnahmsgebäude Burg-Eisenberg HERIS-ID: 12027 Objekt-ID: 8160                                            | Burg 86 Standort KG: Burg                   | Das Aufnahmsgebäude der ehemaligen Haltestelle Burg-Eisenberg ist ein Überrest der 1888 eröffneten und 2013 in diesem Abschnitt abgebauten Pinkatalbahn. Charakteristisch für diese Aufnahmsgebäude ist die starke Betonung der Putzquaderung. | BDA-Hist.: Q38120055 Status: Bescheid Stand der BDA-Liste: 2025-06-30 Name: Aufnahmsgebäude Burg-Eisenberg GstNr.: 2665                                                         |
| ja   | Datei hochladen | Pfarrhof HERIS-ID: 12043 Objekt-ID: 8177seit 2012                                                         | Hannersdorf 66 Standort KG: Hannersdorf     | | BDA-Hist.: Q38120460 Status: Bescheid Stand der BDA-Liste: 2025-06-30 Name: Pfarrhof GstNr.: 5 Pfarrhof Hannersdorf                                                             |
| ja   | Datei hochladen | Kath. Pfarrkirche Maria Geburt HERIS-ID: 12037 Objekt-ID: 8171                                            | bei Hannersdorf 66 Standort KG: Hannersdorf | Die spätgotische Kirche stammt aus der 2. Hälfte des 15. Jahrhunderts mit Veränderungen 1525, einer Barockisierung 1765 und teilweiser Regotisierung 1893. Das dreijochige Kirchenschiff ist netzrippengewölbt. Der Chor ist niedrig und eingezogen, das hohe Dach stammt aus dem 16. Jahrhundert, der Dachreiter mit Zwiebelhelm ist ein barockes Element. An Kirchenschiff und Chor befinden sich einfache Strebepfeiler. Aus dem 18. Jahrhundert stammt auch der ursprünglich für eine andere Kirche vorgesehene Hochaltar. | BDA-Hist.: Q20640545 Status: § 2a Stand der BDA-Liste: 2025-06-30 Name: Kath. Pfarrkirche Maria Geburt GstNr.: 1 Kath. Pfarrkirche Maria Geburt Hannersdorf                     |
| ja   | Datei hochladen | Perlmühle (Mühlentrakt, Speicher, Turbinenanbau und Wohngebäude) HERIS-ID: 12030 Objekt-ID: 8163seit 2016 | Hannersdorf 120 Standort KG: Hannersdorf    | | BDA-Hist.: Q38120173 Status: Bescheid Stand der BDA-Liste: 2025-06-30 Name: Perlmühle (Mühlentrakt, Speicher, Turbinenanbau und Wohngebäude) GstNr.: 2676 Perlmühle Hannersdorf |
| ja   | Datei hochladen | Kath. Filialkirche hl. Johannes der Täufer HERIS-ID: 12034 Objekt-ID: 8168                                | Woppendorf 84 Standort KG: Woppendorf       | Die kleine Filialkirche mit halbrunder Apsis sowie vorgestelltem Südturm wurde 1830 erbaut und 1976 erweitert. | BDA-Hist.: Q38120244 Status: § 2a Stand der BDA-Liste: 2025-06-30 Name: Kath. Filialkirche hl. Johannes der Täufer GstNr.: 1 Filialkirche hl. Johannes der Täufer, Woppendorf   |